# Ausonis
Els ausonis (AUSONI en llatí i Αὔσονες en grec antic) són un poble itàlic d'origen indoeuropeu que tradicionalment s'ha cregut que s'havia instal·lat a la península itàlica vers l'inici del I mil·lenni a. C.

## Auruncs i ausonis
Els grecs anomenaven els auruncs « Αὔσονες », és a dir ausonis. Els auruncs tenen el mateix origen que el poble que els romans anomenaven de manera habitual ausonis; els dos grups es degueren separar aviat i s'establiren en regions veïnes, per això els romans els diferenciaren en auruncs i ausonis. Titus Livi parla dels aurunci, prop de Suessa i dels ausonis a l'entorn de Cales.

## Els ausonis de les illes Lipari
Una llegenda recollida per l'historiador grec Diodor de Sicília esmenta la instal·lació a les illes Lipari d'un grup d'ausonis, dirigits per Liparos. Aquest grup procedia de la veïna Campània. Sabem poc sobre l'organització social d'aquests pobles. Les excavacions dels arqueòlegs Luigi Bernarbo-Brea i Madeleine Cavalier a la necròpolis situada a l'oest de l'antiga ciutat de Lipara, a la regió de Diana, mostren que una gran població va prosperar en aquests llocs entre el segle xiv i el x aC. Utilitzaven ceràmiques amb mànecs amb forma de caps de remugants, manejaven armes de bronze i realitzaven ritus funeraris col·locant els morts en posició fetal dins grans gerros de terracota.